# Roberto de Assis Moreira
Roberto de Assis Moreira, más conocido como Assis o Roberto (Porto Alegre, 10 de enero de 1971), es un exfutbolista brasileño que jugaba como mediapunta. Fue el representante de su hermano Ronaldinho y actualmente de su sobrino João Mendes.

## Biografía
Roberto de Assis Moreira nació el 10 de enero de 1971 en Porto Alegre, Brasil. Assis nació de Miguelina de Assis, vendedora de cosméticos que luego se convirtió en enfermera, y João Moreira, soldador de barcos y exjugador profesional de Cruzeiro-RS. Mientras crecía, su familia vivió en la pobreza, residiendo en una casa de madera dentro de una favela de Porto Alegre. 
Assis crecería alrededor del fútbol, y su padre no solo era un exjugador, sino que también trabajaba como portero en los juegos de Grêmio mientras sus tíos también jugaban. Assis sería una inspiración para su hermano Ronaldinho, nueve años menor que él, ya que su talento le permitió conseguir un puesto en el equipo juvenil de Grêmio y lo llevaría a una carrera atlética notable. 
Assis sacaría a su familia de la favela con su primer contrato, haciendo que Grêmio pagara por una nueva casa en un vecindario adinerado con piscina. Lamentablemente, la movilidad ascendente estaría marcada por la tragedia cuando su padre se ahogó en la piscina en 1989. Assis sería el que descubriera el cuerpo de su padre mientras regresaba a casa para celebrar su decimoctavo cumpleaños. Tras su muerte, Assis tendría que actuar como cabeza de familia, gestionando su carrera y más tarde también la de su hermano.
Su madre se volvería a casar con otro hombre que moriría de un infarto en 2012. Más tarde, el 20 de febrero de 2021, la madre de Roberto y Dinho fallecería a causa de complicaciones con el COVID-19, habiendo estado internada desde diciembre de 2020.

## Clubes
| Club               | País     | Año       |
| ------------------ | -------- | --------- |
| Grêmio             | Brasil   | 1988-1992 |
| FC Sion            | Suiza    | 1992-1995 |
| Sporting de Lisboa | Portugal | 1995-1996 |
| Vasco da Gama      | Brasil   | 1996      |
| Fluminense         | Brasil   | 1996      |
| FC Sion            | Suiza    | 1996-1997 |
| Sporting de Lisboa | Portugal | 1998      |
| Estrela Amadora    | Portugal | 1998      |
| Consadole Sapporo  | Japón    | 1999      |
| Tecos de la UAG    | México   | 2000      |
| Corinthians        | Brasil   | 2000      |
| Montpellier        | Francia  | 2001-2002 |